# Katarina Mazetti
Vera Katarina Mazetti, född 29 april 1944 i Stockholm, död 30 maj 2025 i Lund, var en svensk författare, journalist och lärare. Hon var verksam i flera genrer, däribland kåserier, noveller, romaner, barnböcker och ungdomsböcker. 1998 fick hon en stor framgång med Grabben i graven bredvid, som senare filmatiserades.

## Biografi
Katarina Mazetti föddes i Stockholm men växte upp i Karlskrona och var sist bosatt i Lund, där hon också i sin ungdom studerade till filosofie magister i svenska och engelska vid Lunds universitet. Efter examen var hon i flera år verksam som lärare, innan hon blev reporter och producent på Sveriges Radio P1, bland annat i feministiskt inriktade program som Freja och Radio Ellen samt Ring P1. 
I slutet av 1980-talet började hon skriva barnböcker och gav sedan ut ett antal böcker för barn och vuxna inom olika genrer, däribland den stora succén Grabben i graven bredvid (1998), som 2002 filmatiserades av Kjell Sundvall och fick en uppföljningsbok 2005, Familjegraven. Flera av hennes böcker har översatts till ett stort antal språk och Grabben i graven bredvid filmatiserades 2016 i Frankrike. Grabben i graven bredvid har även satts upp som teaterpjäs i flera länder och blev 2012 musikal i Sverige.
Hon nominerades till flera priser, såsom Augustpriset, och 1996 tilldelades hon Västerbottens-Kurirens kulturpris, 2007 författarstipendium från Svenska Akademien samt 2011 Piratenpriset. 2011 fick hon också Karlskrona kommuns kulturpris.
Mazetti medverkade två gånger, 2005/2006 och 2012, i SVT:s program På spåret tillsammans med höjdhopparen Stefan Holm. Säsongen 2005/2006 vann de i finalen, men hösten 2012 åkte de ut i semifinalen mot Cecilia Hagen och Lennart "Hoa-Hoa" Dahlgren. Det är den enda match som Mazetti förlorade i På spåret.